# Sanktuarium Bom Jesus do Monte w Bradze
Sanktuarium Bom Jesus do Monte w Bradze (port. Santuário do Bom Jesus do Monte) – rzymskokatolickie sanktuarium znajdujące się w parafii (freguesia) Nogueiró e Tenões, na zboczach góry Espinho we wschodniej części miasta Braga, w północnej Portugalii.
Sanktuarium powstawało przez ponad 600 lat, a jego nazwa w dosłownym tłumaczeniu oznacza: „Sanktuarium Dobrego Jezusa z Góry”, co odnosi się do europejskiej tradycji świętych gór (Sacri Monti), popularyzowanej przez Kościół katolicki od czasu soboru trydenckiego będącego odpowiedzią na reformację. Budowla reprezentuje głównie styl barokowy, a jej najbardziej znanym elementem są Schody Pięciu Zmysłów z bogato zdobionymi murami, stopniami, licznymi fontannami oraz rzeźbami.
W lipcu 2015 roku papież Franciszek podniósł sanktuarium do godności bazyliki mniejszej, natomiast w 2019 roku świątynia wpisana została na listę światowego dziedzictwa UNESCO.

## Charakterystyka

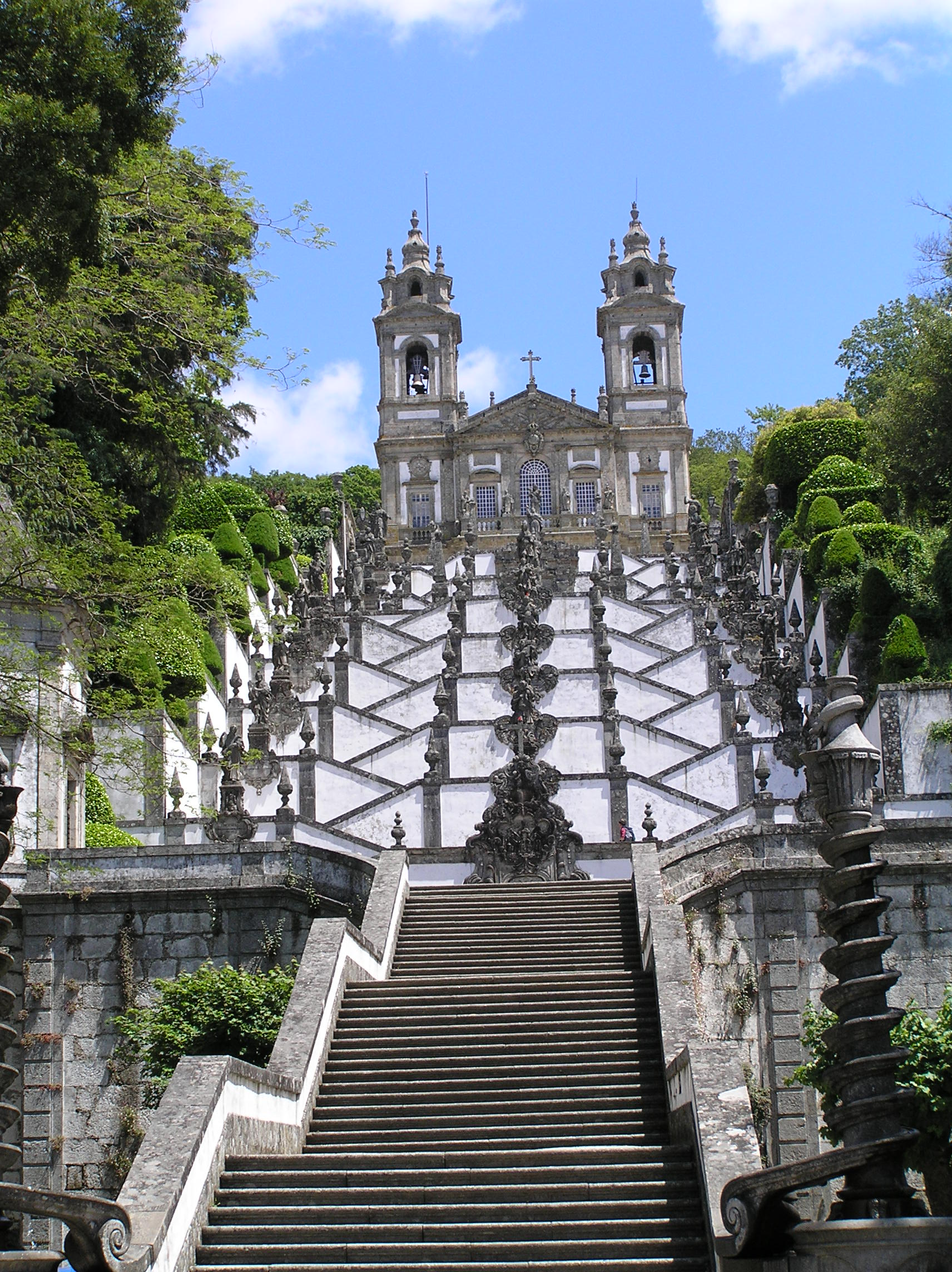
Monumentalne schody prowadzące do bazyliki (2006)

Obszar wpisanego na listę światowego dziedzictwa UNESCO sanktuarium wynosi 26 ha, a strefa buforowa wokół niego ma powierzchnię 232 ha. Krajobraz kulturowy założenia stanowi znajdująca się w jego środkowej części bazylika Bom Jesus, położony na wschód od niej park obejmujący szczyt góry Espinho oraz położony na zachód, poniżej świątyni, las. Prowadzi przezeń droga krzyżowa, która składa się z dwóch części. Pierwsza związana jest z wydarzeniami poprzedzającymi śmierć Chrystusa i obejmuje trzy partie schodów kończące się przy monumentalnej bazylice: Schody Drogi Krzyżowej, które rozpoczynają się bramą wejściową na teren sanktuarium (Pórtico do Bom Jesus); Schody Pięciu Zmysłów (port. Escadório dos Cinco Sentidos) oraz Schody Trzech Cnót (Escadório das Três Virtudes). Druga część Via Crucis nawiązuje do życia Jezusa po zmartwychwstaniu i obejmuje schody kończące się na Dziedzińcu Ewangelistów. Partie schodów łączą kaplice drogi krzyżowej, w których znajdują się rzeźby przedstawiające sceny męki, śmierci i zmartwychwstania Chrystusa – z towarzyszącymi im bogato zdobionymi fontannami i alegorycznymi posągami.
Na północ od schodów wchodzących w skład pierwszej części drogi krzyżowej znajduje się, czynna nieprzerwanie od 1882 roku, kolej linowo-terenowa (funikular) Elevador do Bom Jesus o napędzie wodnym, zbudowana przez Manuela Joaquima Gomesa. Prowadzi od bramy Pórtico do Bom Jesus na plac przed bazyliką.

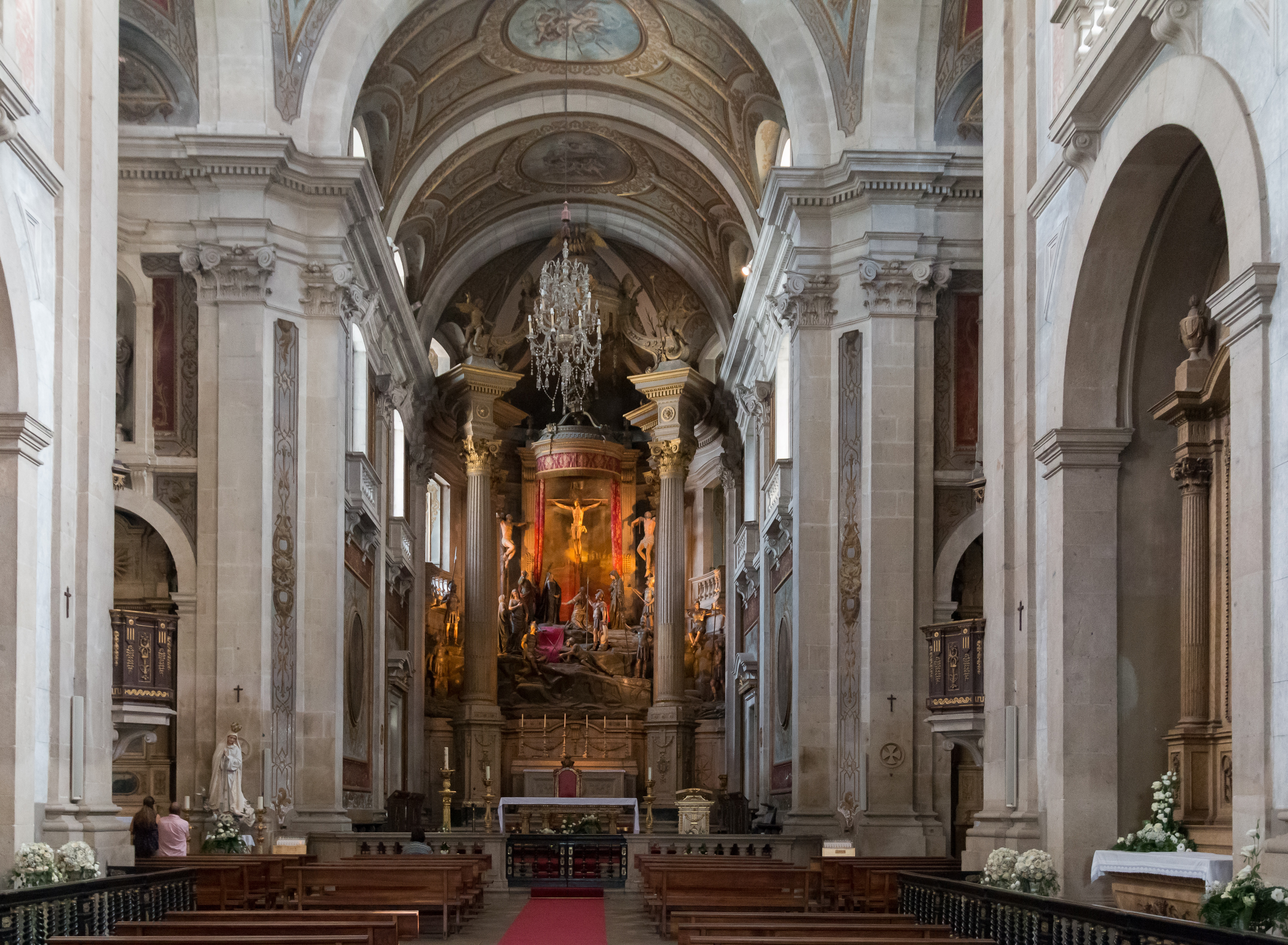
Wnętrze bazyliki (2014)

Świątynia Bom Jesus do Monte, będąca centralnym elementem kompleksu, wzniesiona jest w stylu neoklasycystycznym na planie krzyża łacińskiego. W dolnej części fasady kościoła, po obu stronach wejścia głównego, znajdują cztery kamienne kolumny, pomiędzy którymi w niszach ustawione są figury proroków Izajasza i Jeremiasza, natomiast na szczycie frontonu górują rzeźby czterech ewangelistów. Na fasadzie zamieszczone są również tablice z wyrytymi tekstami z Pisma Świętego oraz inne, upamiętniające budowę świątyni. Ma ona dwie dzwonnice, a jej wnętrze doświetlają duże okna oraz ośmioboczny świetlik w transepcie.
W ołtarzu głównym kościoła znajduje się przedstawienie ukrzyżowania Chrystusa, który kona w towarzystwie dwóch łotrów oraz żołnierzy i kobiet, w tym Maryi, stojących pod krzyżem. Całość, wraz z ozdobnym baldachimem, zaprojektował Carlos Amarante. Wewnątrz bazyliki znajdują się również inne obrazy i granitowe rzeźby, przedstawiające m.in. sceny z życia Jezusa i wizerunki czterech Doktorów Kościoła; po lewej stronie ołtarza – Kaplica Najświętszego Sakramentu, po prawej – Kaplica Relikwii, zaś w zakrystii – malowidła przedstawiające dobroczyńców sanktuarium.
Kompleks zbudowany jest z granitu pozyskiwanego na miejscu, z góry Espinho. Jego elewacje pokryte są białym tynkiem, z kamiennymi obramowaniami. Oprócz wiodącego stylu barokowego, wykazuje również elementy architektury rokokowej oraz neoklasycystycznej. Sanktuarium stało się inspiracją dla budowli w innych częściach świata, w tym dla również wpisanego na listę światowego dziedzictwa UNESCO Sanktuarium Dobrego Jezusa w Congonhas w stanie Minas Gerais, w południowo-wschodniej Brazylii.

## Historia

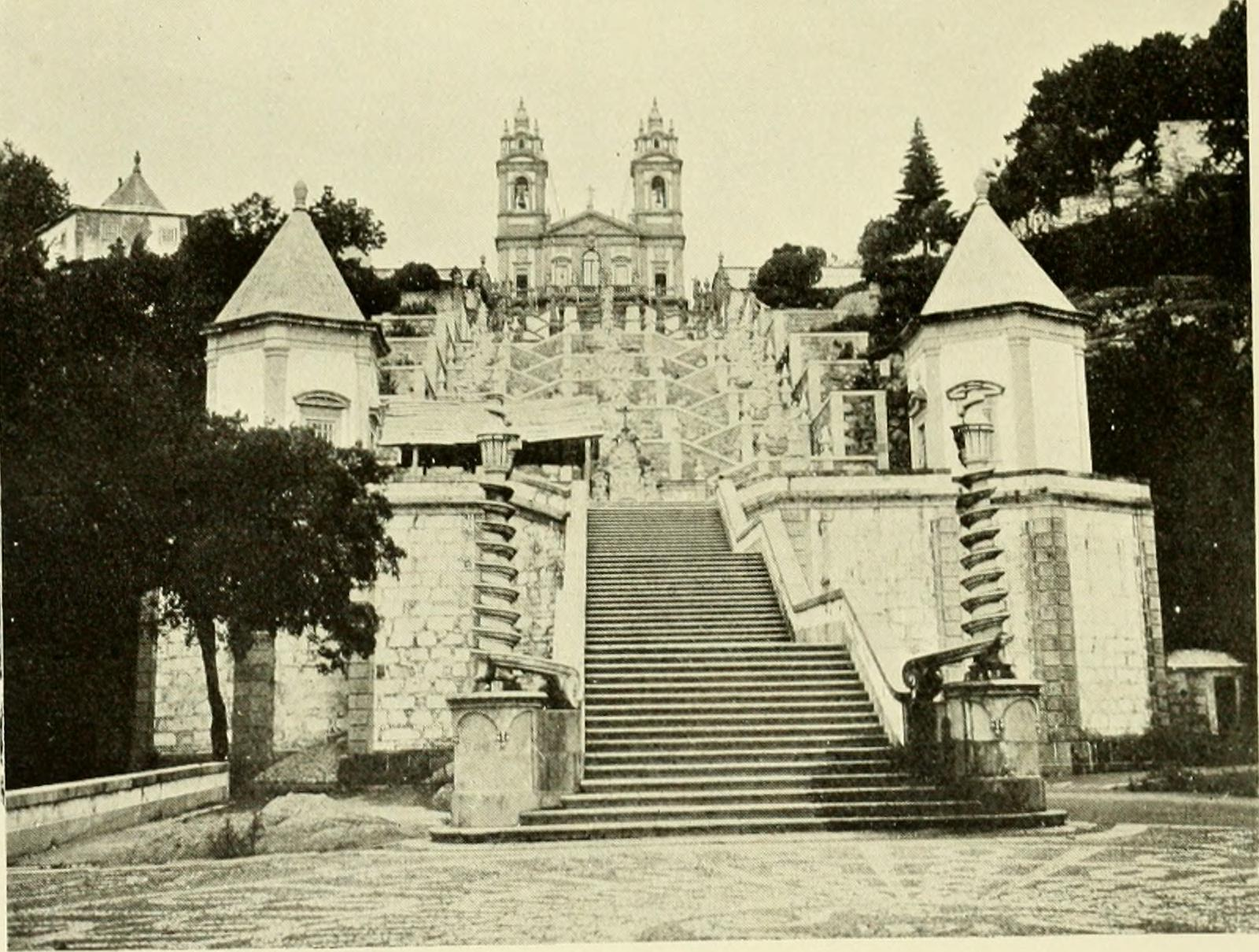
Sanktuarium w 1907 roku

Pierwsze wzmianki o istniejącej na szczycie wzgórza Espinho pustelni pochodzą z 1373 roku, choć kult Świętego Krzyża w tych okolicach jest starszy i wiąże się z bitwą nad rzeką Salado w 1340 roku, w której połączone siły Królestwa Kastylii i Leónu oraz Portugalii pokonały muzułmanów, a w której arcybiskup Bragi walczył u boku portugalskiego króla Alfonsa IV. Kolejne wzmianki o eremie i jego przebudowach, w postaci inskrypcji na Schodach Trzech Cnót, datowane są na lata 1494 i 1529.
W 1629 roku założono bractwo Bom Jesus do Monte, które zaplanowało i przeprowadziło prace, w wyniku których góra stopniowo nabrała charakteru kalwarii i stała się sanktuarium pielgrzymkowym.
W latach 1722–1740, z inicjatywy arcybiskupa Bragi Rodrigo de Moura Teles, przeprowadzono kompleksową rozbudowę założenia. Z tego okresu pochodzi portyk (z herbem biskupim) i Schody Drogi Krzyżowej z pierwszymi kaplicami i fontannami oraz Schody Pięciu Zmysłów. Wzniesiono także nowy kościół. W latach 60. XVIII wieku za kościołem wybudowano kolejne trzy kaplice, związane z wydarzeniami mającymi miejsce po zmartwychwstaniu, jak również ustawiono barkowe fontanny z rzeźbami św. Jana, św. Marka, św. Łukasza i św. Mateusza, tworząc Dziedziniec Ewangelistów.
W 1784 roku kościół w centrum zespołu wyburzono i rozpoczęto trwającą prawie 30 lat (do 1811 roku) budowę nowej świątyni. Budynek zaprojektował Carlos Amarante na zlecenie arcybiskupa Gaspara de Bragança. W tym okresie wybudowano również Schody Trzech Cnót.
W XIX wieku część terenu wokół bazyliki przekształcono w park, a w 1882 roku oddano do użytku kolej linowo-terenową, prowadzącą od bramy do sanktuarium aż na plac przed bazyliką.

## Galeria

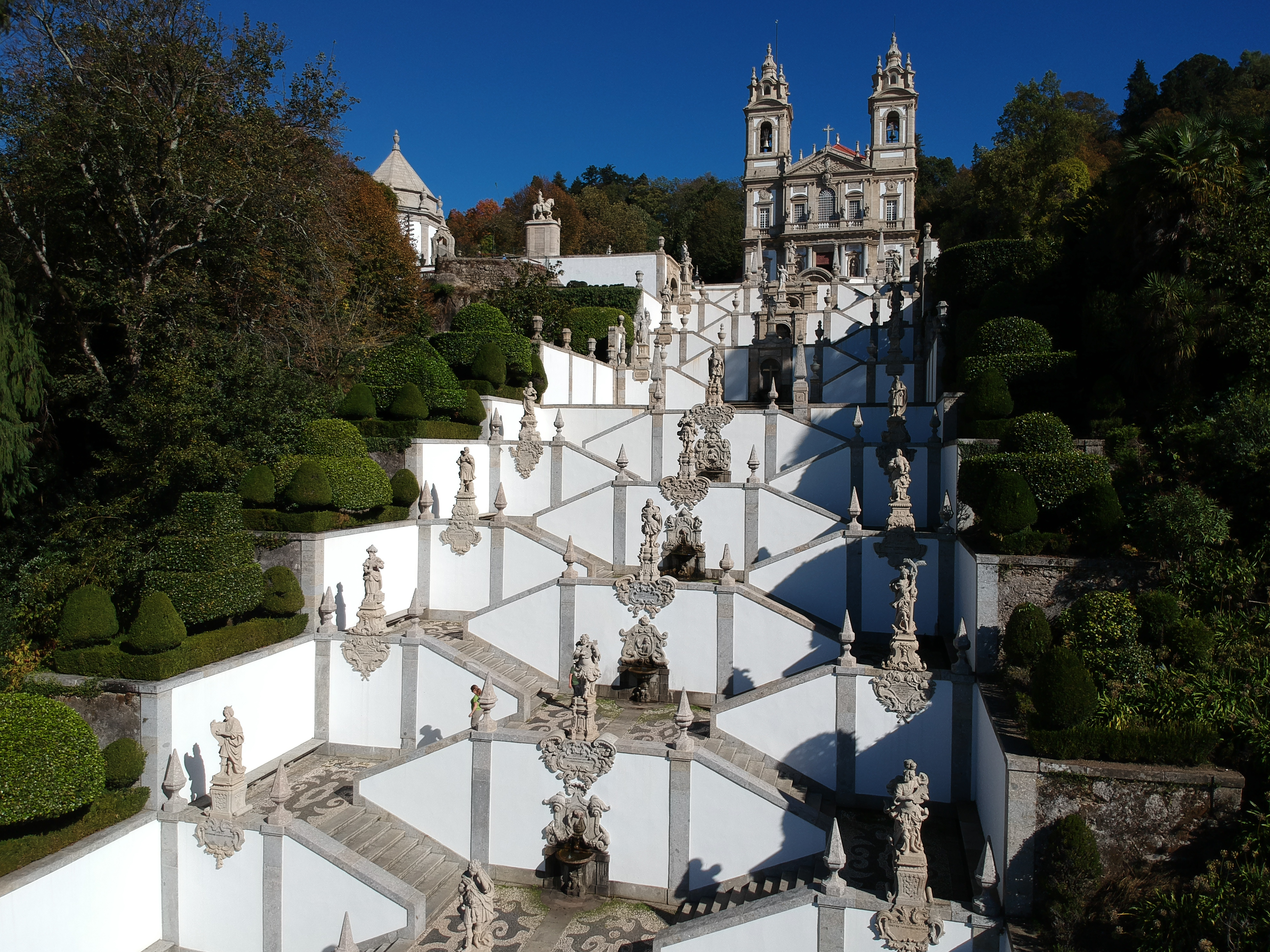
Barokowe schody sanktuarium widziane z lotu ptaka (2017)
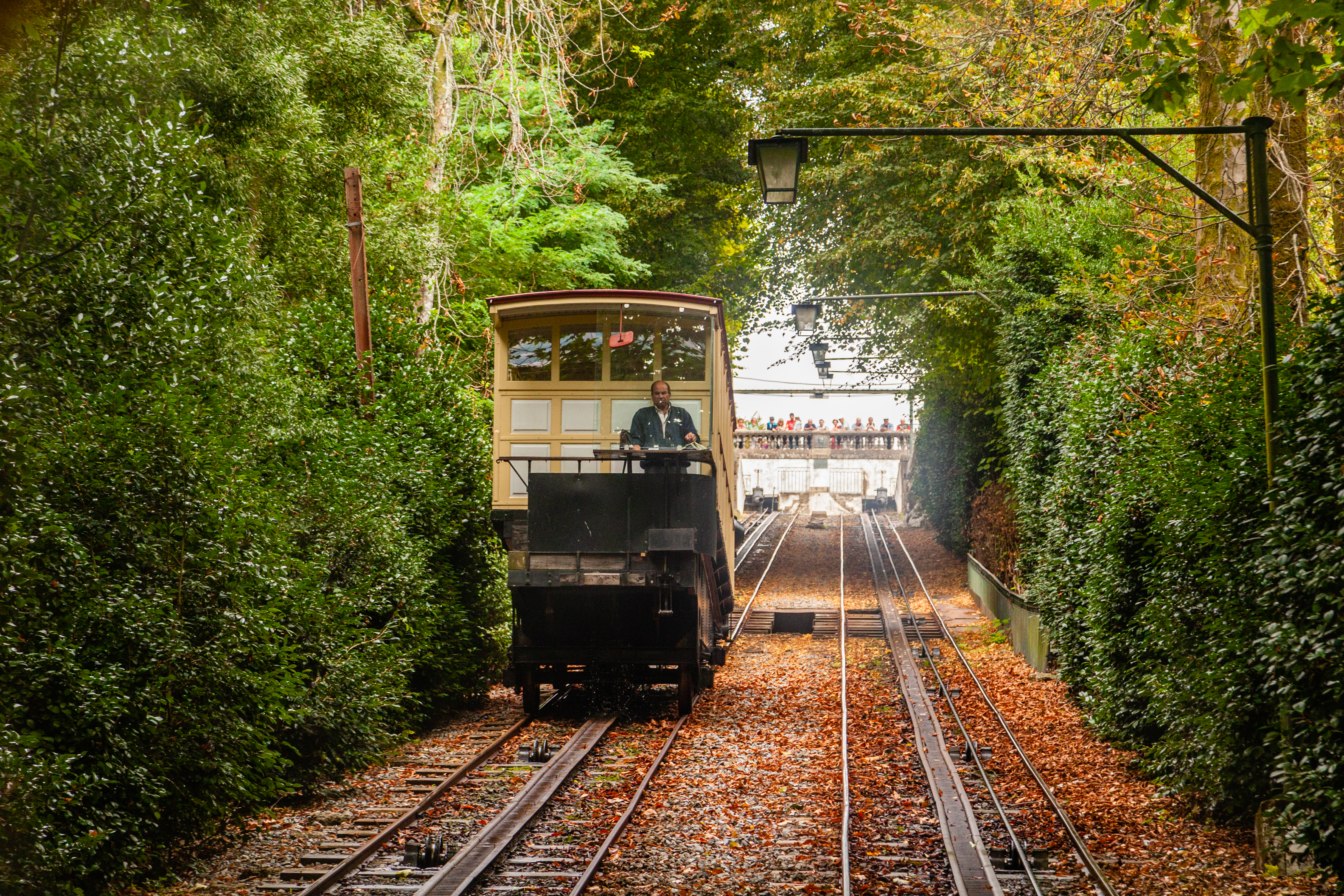
Elevador do Bom Jesus (2013)
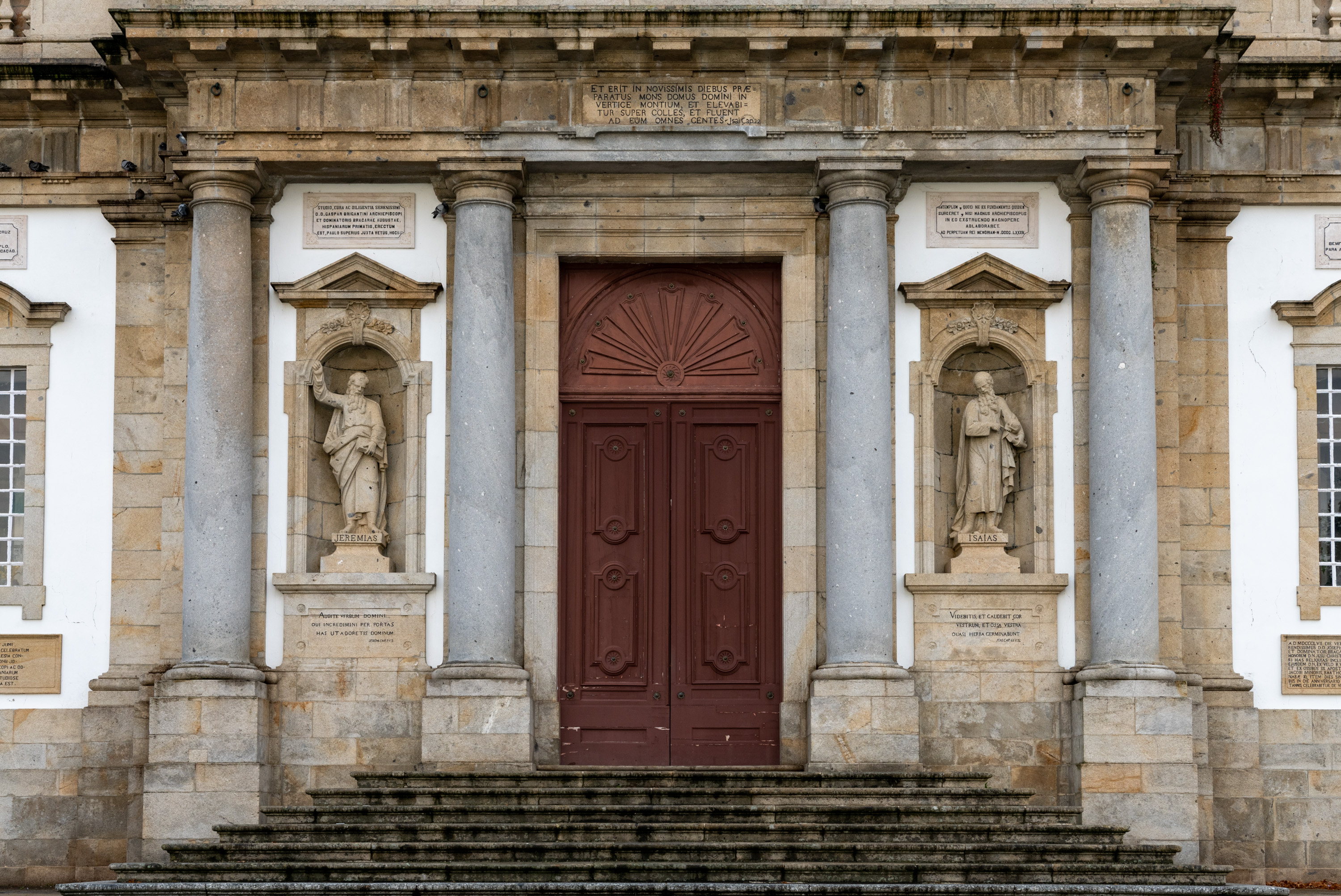
Wejście do bazyliki z rzeźbami Jeremiasza i Izajasza (2018)
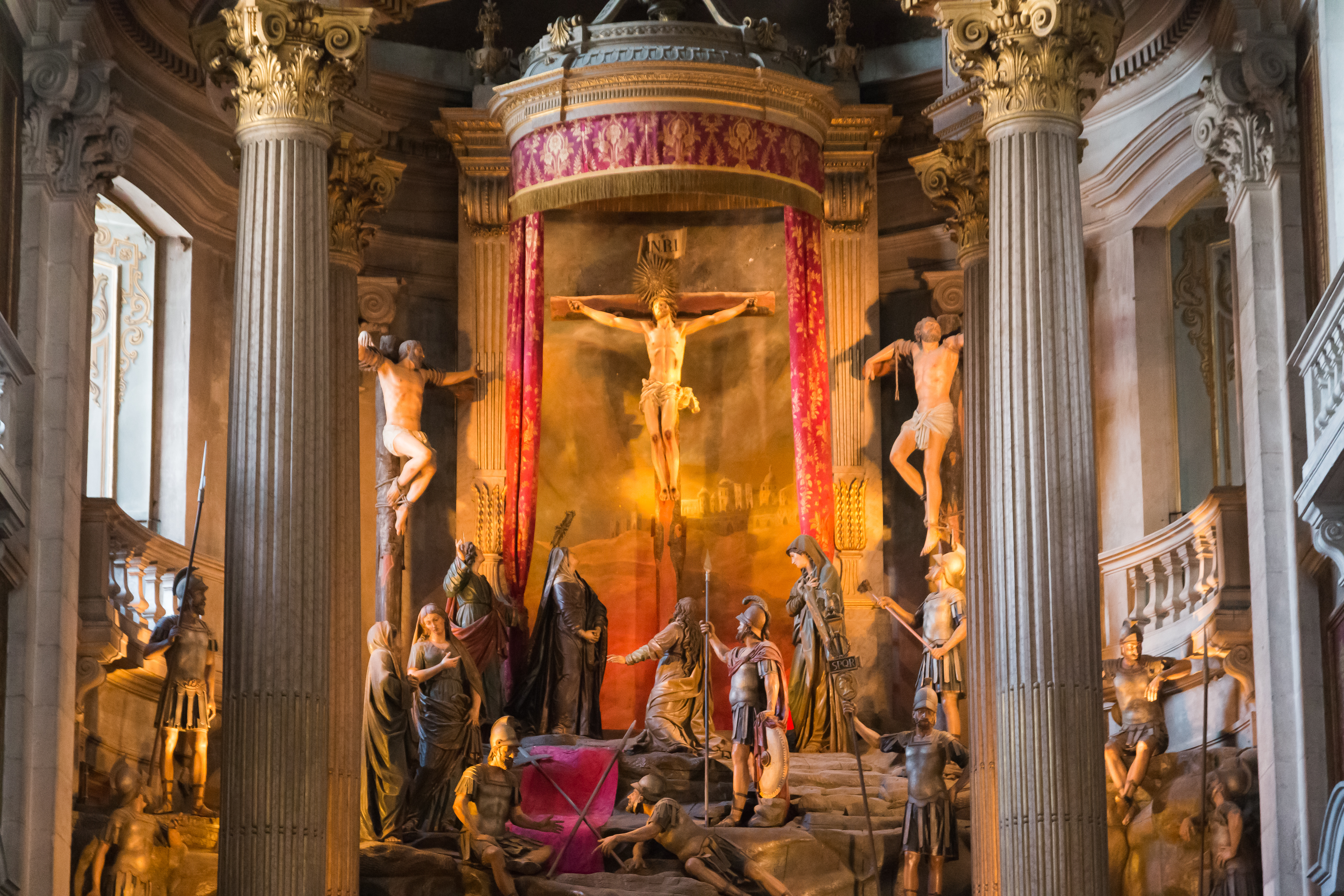
Ołtarz główny bazyliki (2014)
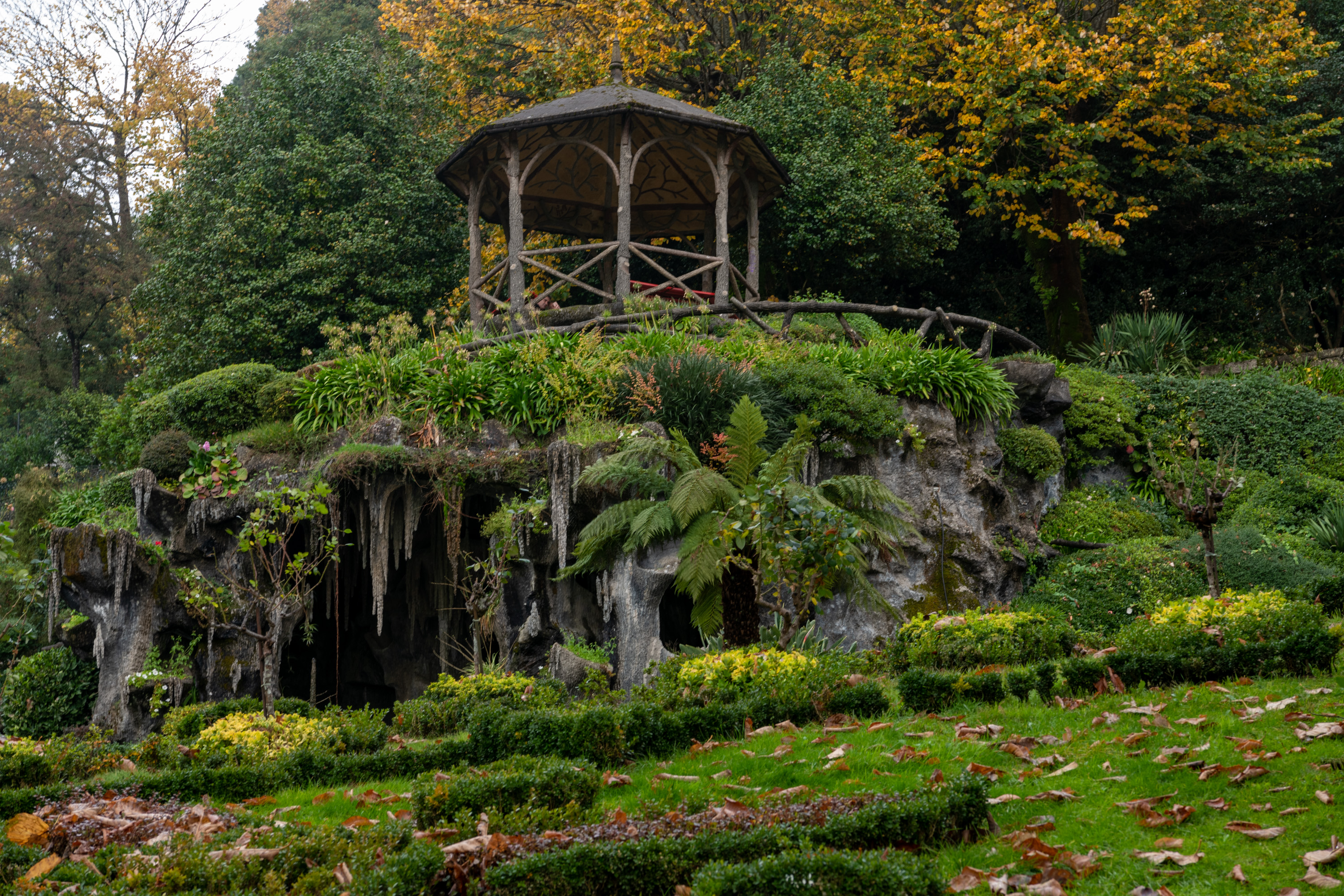
Park (2018)
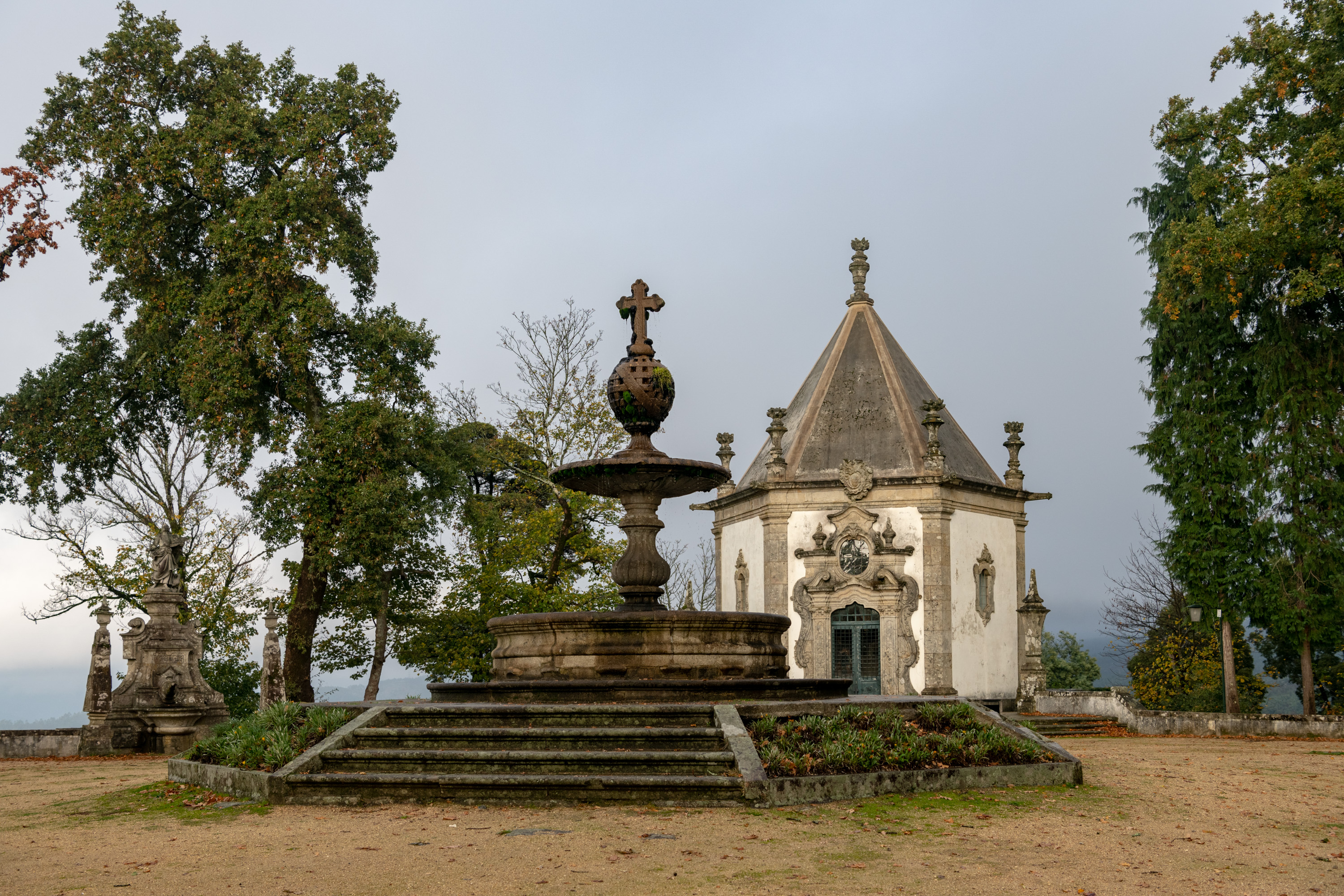
Kaplica i fontanna na Dziedzińcu Ewangelistów (2018)
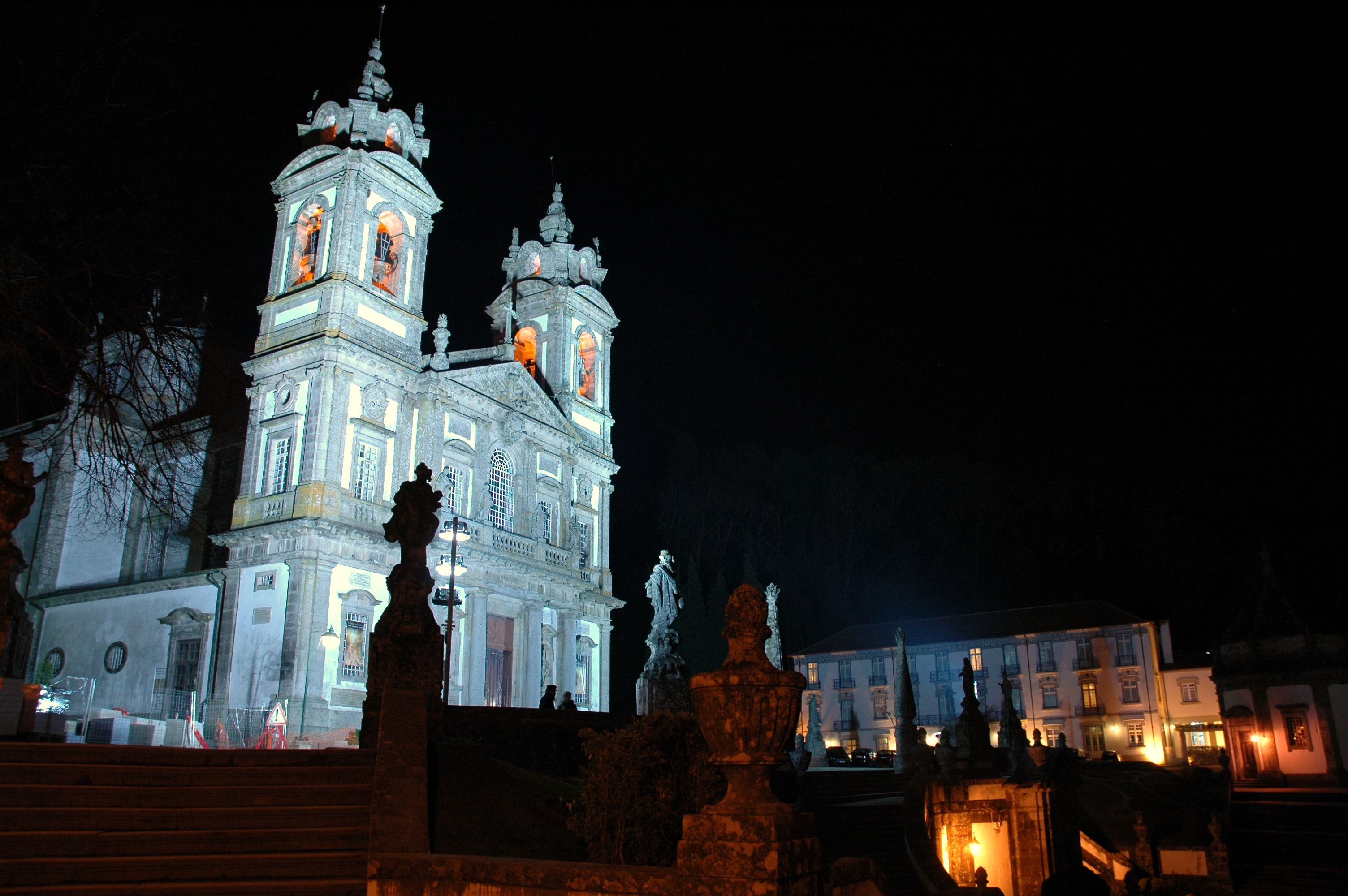
Bazylika nocą (2008)
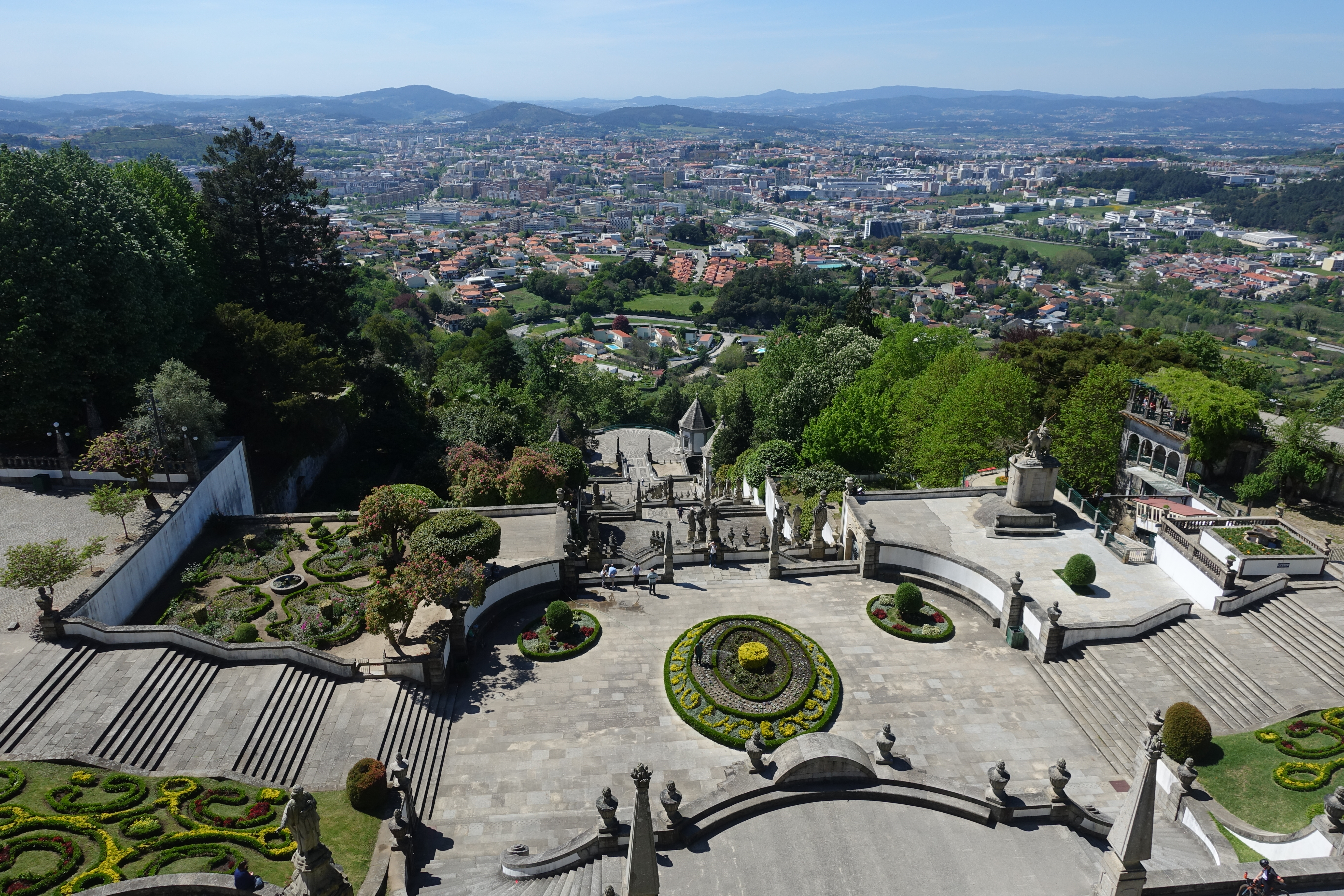
Widok na Bragę z sanktuarium (2023)